# Mark Lubotski
Mark Davídovich Lubotski  (en cirílico: Марк Давыдович Лубоцкий; Leningrado,  18 de mayo de 1931-13 de marzo de 2021) fue un violinista ruso.

## Carrera artística
Estudió en el Conservatorio Chaikovski de Moscú, donde fue alumno de Abraham Iampolski y de David Óistraj. Ganó numerosos premios y concursos internacionales de violín. A principios de la década de 1970 abandonó la Unión Soviética para instalarse en los Países Bajos y después en el Reino Unido y Alemania.
Desarrolló una gran carrera internacional que le llevó a tocar especialmente en Europa Occidental y los Estados Unidos. Actuó bajo la dirección de importantes batutas, como Benjamin Britten, Kiril Kondrashin, Eugene Ormandy, Mstislav Rostropóvich, Yevgeny Svetlánov, Bernard Haitink, Gennadi Rozhdéstvenski o Kurt Sanderling.
Lubotski era especialista en el repertorio romántico y contemporáneo. Tuvo gran amistad con los compositores Benjamin Britten, Arvo Pärt y Alfred Schnittke, cuyas obras tocó y grabó. Schnittke le dedicó sus tres sonatas para violín y el segundo de sus conciertos.
Lamentablemente, falleció el 13 de marzo del 2021.